# 奧諾雷·杜爾菲

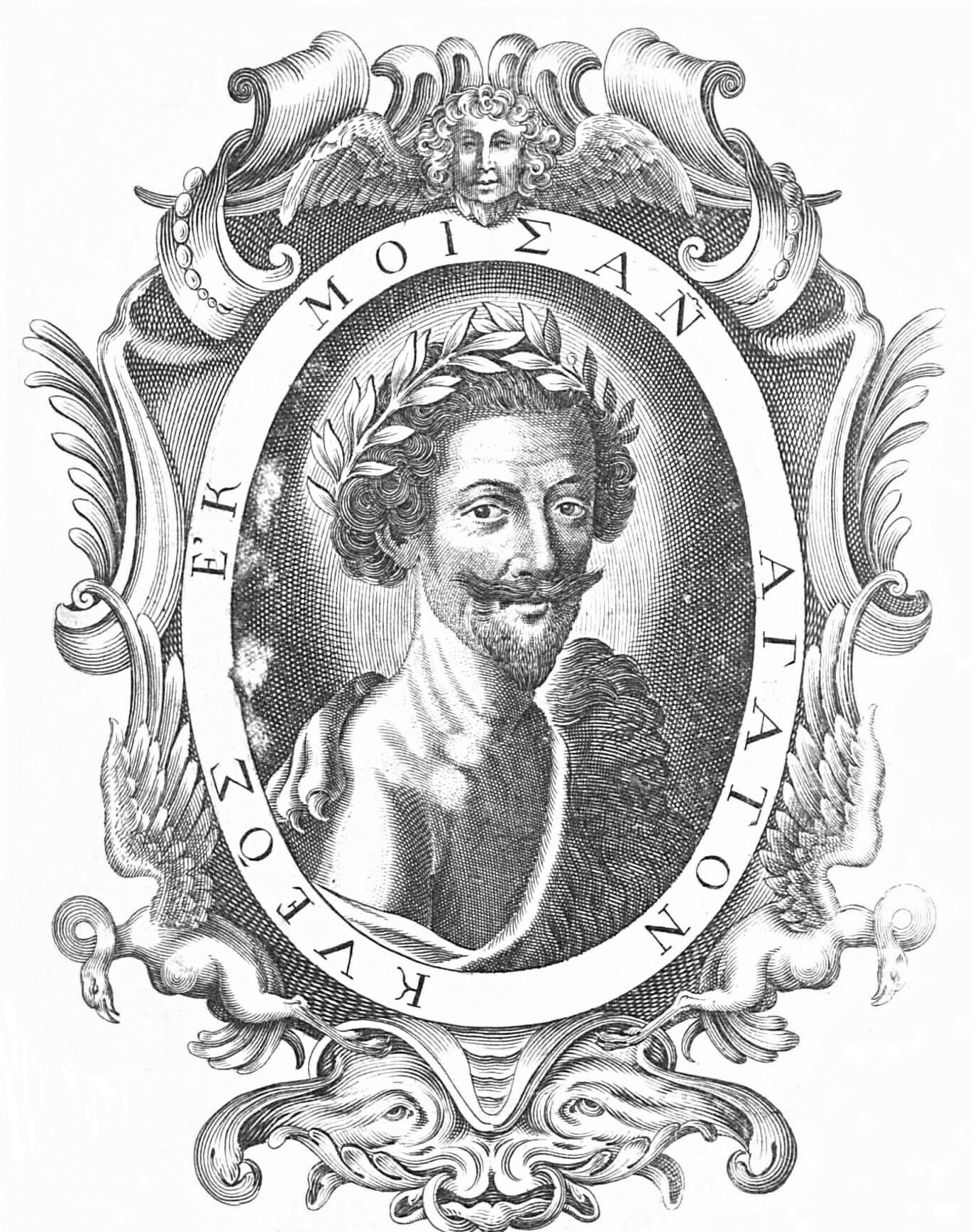
奧諾雷·杜爾菲

奧諾雷·杜爾菲（1568年2月11日 – 1625年6月1日），是法国小說家、杂文作家。
他曾是天主教联盟的一名游击队员，他于1595年被捕，虽然很快就被放了出來，但之后又再次被捕入狱。在他被监禁期间，他阅读了皮埃尔·德·龙萨 、弗朗切斯科·彼特拉克和托尔夸托·塔索的作品 。後來德杜爾菲來到薩伏依定居。 
他後來參與薩伏依对抗热那亚的战役，當他來到维罗纳自由镇時從马上摔下来，最終伤重不治身亡 。